# خطة حجمية

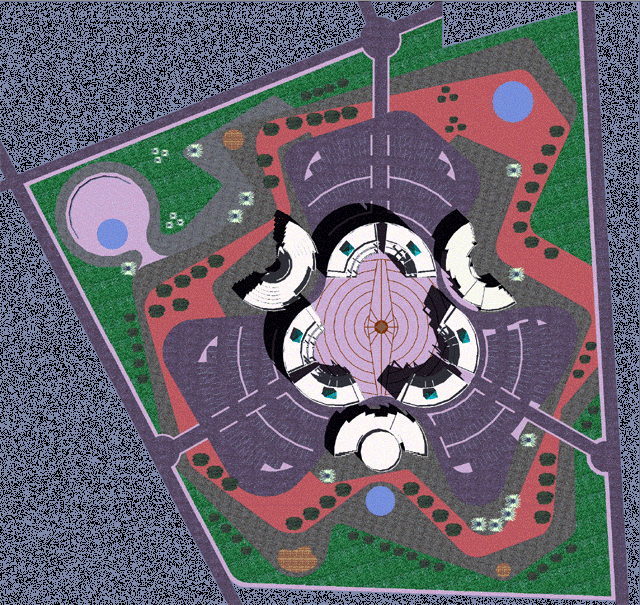
مثال عن الخطة الحجمية لمشروع معماري

الخطة الحجمية (أو المسقط الحجمي) هي نوع من الإظهار المعماري حيث يمكن الحصول على معلومات عن الخطة والارتفاع في آن واحد. بكلمات أخرى الخطة الحجمية هي إسقاط افقي (plan) لحجم ما مزود بالظلال.